# Lesbianisme

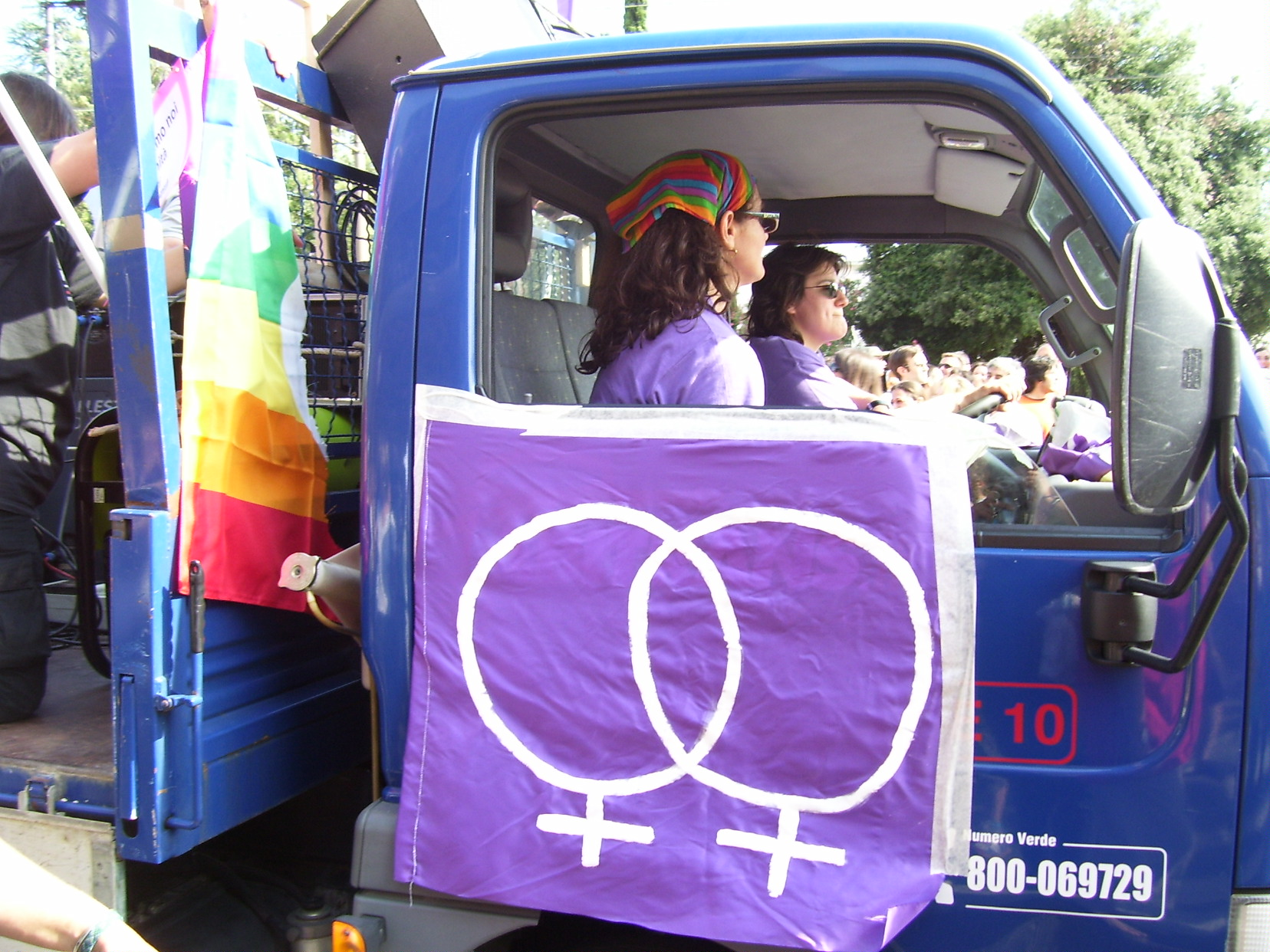
Lesbisch symbool

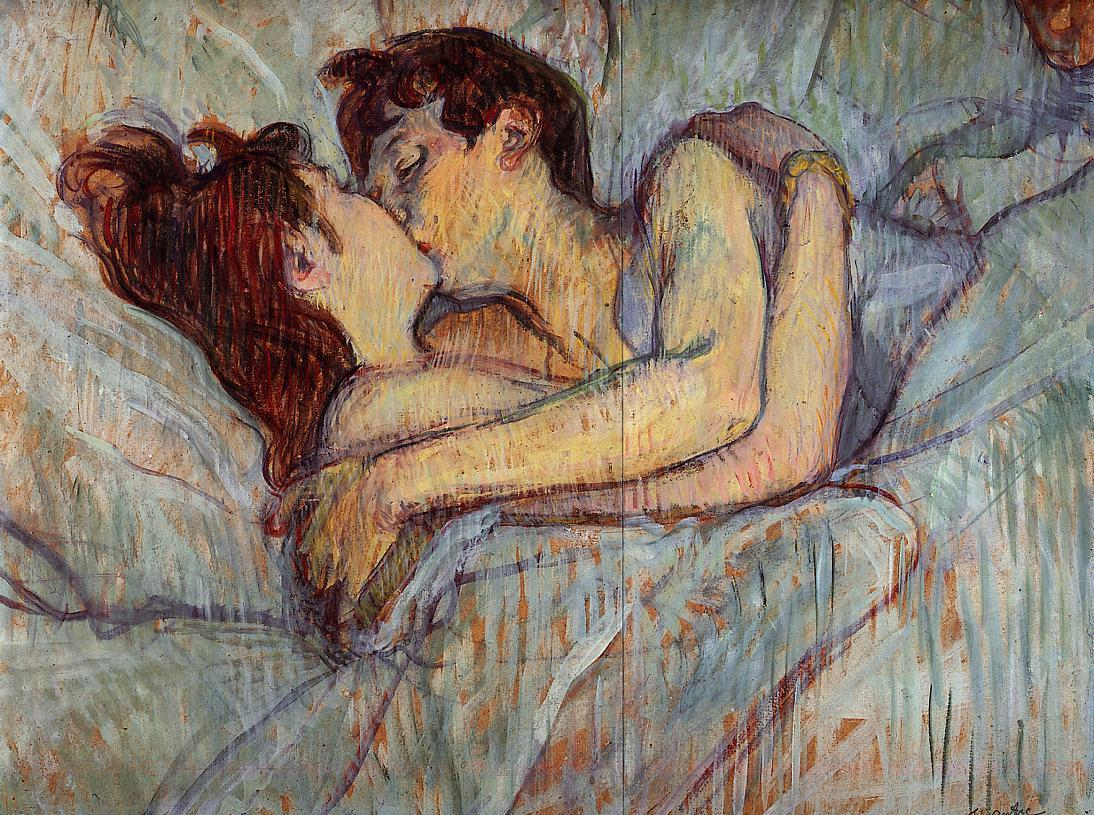
Schilderij van Henri de Toulouse-Lautrec, 1892-1893

Lesbianisme of vrouwelijke homoseksualiteit is de seksuele en/of emotionele voorkeur van vrouwen voor andere vrouwen. Iemand die lesbisch is wordt ook wel een lesbienne genoemd.
In het kader van de algemene homo-emancipatie en het feminisme, en soms als voortrekkers daarvan, hebben lesbische vrouwen sinds het begin van de 20e eeuw juridische gelijkheid en een beperkt scala aan eigen voorzieningen weten te verwerven.

## Terminologie

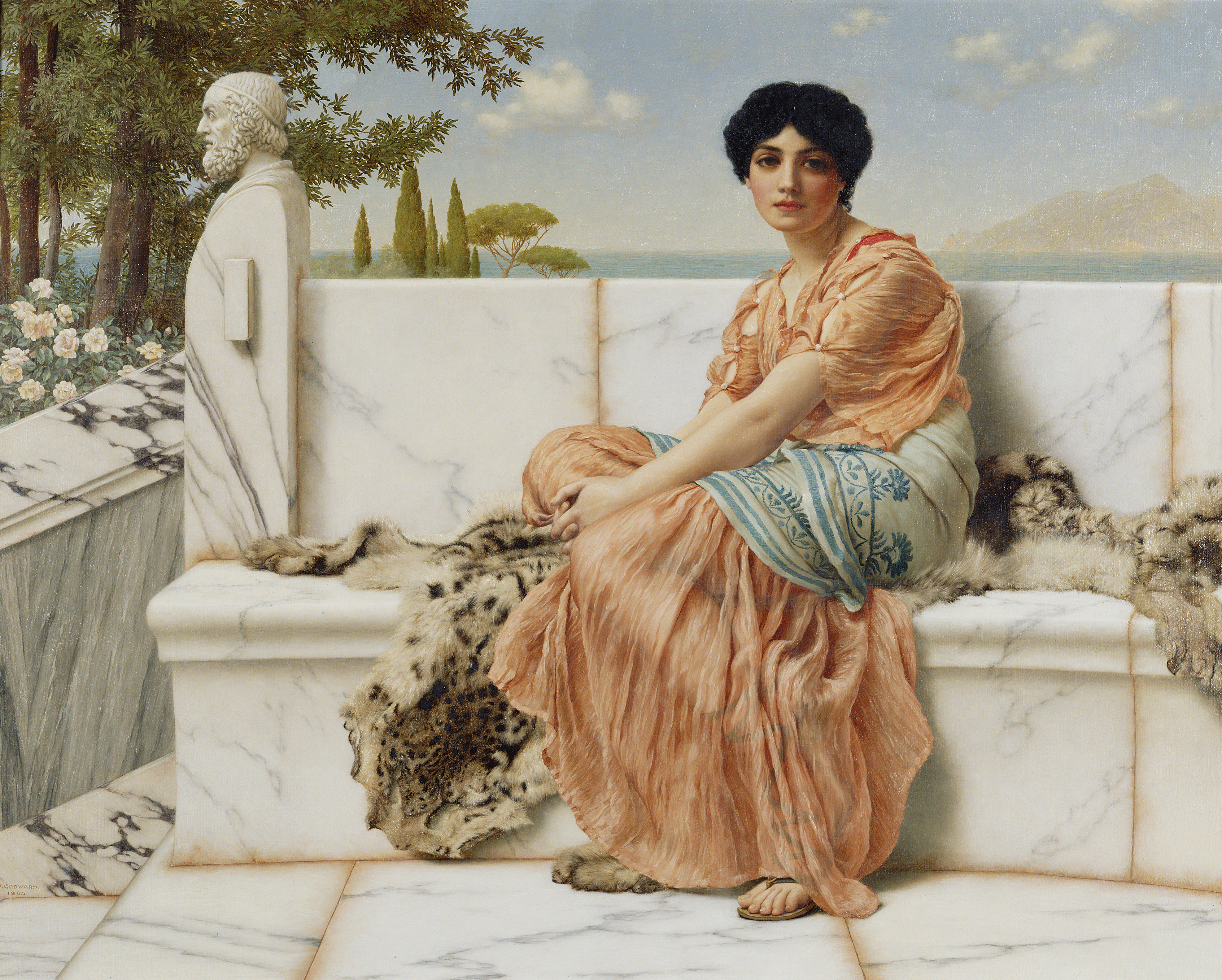
Sappho op Lesbos, op een schilderij van John William Godward uit 1904

De term lesbisch is afgeleid van de naam van het Griekse eiland Lesbos, waar de dichteres Sappho leefde, die over de vrouwenliefde dichtte. Soms spreekt men daarom ook wel van saffische liefde.
Voor lesbische vrouwen bestaan de volgende synoniemen:
- lesbienne: een wat verouderde term voor lesbische vrouwen
- lesbi: in de jaren tachtig gebruikte afkorting van lesbische vrouwen
- lesbo: steeds vaker voorkomende afkorting voor lesbische vrouwen, met een wat stoerdere klank
- pot: van lollepot of potje afgeleid scheldwoord voor lesbische vrouwen, maar door hen zelf ook als geuzennaam gebruikt;[2] broodpot: vrouw die zich bezighoudt met lesbische prostitutie[3]
- saffist: ouderwets en weinig gebruikt woord, afgeleid van de Griekse dichteres Sappho.

De L voor lesbisch komt voor in de Engelse afkorting Lgbt, de Nederlandse Lhbt en het Vlaamse holebi. In de loop van de 21ste eeuw werd de lgbt afkorting soms uitgebreid tot lgbtqia+.

## Cijfers
Volgens een onderzoek van het Nederlandse Sociaal en Cultureel Planbureau uit 2012 voelt naar schatting 1,4% van de vrouwen van 16 jaar en ouder zich seksueel uitsluitend aangetrokken tot de eigen sekse. Nog eens 16% van de vrouwen is enigszins of evenveel op de eigen sekse gericht en kan als biseksueel getypeerd worden.
Onderzoek door de Universiteit van Indiana uit 2014 onder 2850 personen wees uit dat lesbische vrouwen tijdens seks met hun partner vaker een orgasme bereiken dan heteroseksuele vrouwen: 74,7 procent tegen 61,6 procent.
Volgens onderzoek van het Centraal Bureau voor de Statistiek (CBS) waren er in 2023 ongeveer 106.000 lesbische vrouwen in Nederland (tegenover 272.000 homomannen). Dit was 0,7% van de bevolking van 15 jaar en ouder. Dit getal betreft alleen vrouwen die tijdens het onderzoek aangaven zich "alleen tot vrouwen" aangetrokken te voelen. Vrouwen die zich "vooral tot vrouwen" aangetrokken voelen werden door het CBS aangemerkt als bi-plus vrouw.

## Lesbofobie
Homofobie gericht tegen vrouwen wordt ook wel lesbofobie genoemd. Dit uit zich onder andere in vooroordelen en stereotypen. Deze vooroordelen en stereotypen zien we bijvoorbeeld in de media terug. Ook in het dagelijks leven kan lesbofobie zich uiten in discriminatie.  Doordat ook lesbiennes dagelijks in contact (kunnen) komen stereotypen en discriminatie, kan dit als effect hebben dat zij deze fobie internaliseren en last krijgen van geïnternaliseerde lesbofobie. Lesbofobie kan in extreme gevallen ook overgaan in (seksueel) geweld, dit zien we bijvoorbeeld bij homofobe verkrachting. In sommige gevallen kan dit leiden tot de dood, zoals ook bij Eudy Simelane het geval was.
De term lesbofobie ontstond om lesbiennes en de vijandigheid tegen hen zichtbaarder te maken. Voorts heeft lesbofobie enkele specifieke kenmerken en oorzaken. Vaak gaat het bijvoorbeeld gepaard met seksisme en machismo. Psycholoog dr. Lauren Costine ziet in lesbofobie een combinatie van homofobie en patriarchaat. Een bekend stereotype over lesbiennes is dat zij snel zouden gaan samenwonen. Costine verklaart dit stereotype vanuit een patriarchale gedachte dat voor vrouwen een relatie een belangrijk levensdoel zou zijn. Ook hierin ziet zij homofobie en patriarchaat samenkomen.

## Geschiedenis
Homoseksualiteit onder vrouwen was heel lang verborgen en stilzwijgend. Lesbische vrouwen waren maatschappelijk doorgaans onzichtbaar, onder meer doordat seksuele contacten tussen vrouwen als minder problematisch werden gezien dan bij mannen onderling. De tijdens de middeleeuwen strafbaar geworden zonde van de sodomie had namelijk vooral betrekking op anale penetratie. Vrouwen die actief seksuele contacten met andere vrouwen hadden, werden in de Lage Landen van oudsher "Lollepotten" genoemd. Een anoniem minnedicht van 1667, getiteld "Den minnelijcken roosen-knop", laat niets aan de verbeelding over wat een "lollepot" deed bij jonge vrouwen.

### Van vervolging naar verlichting
Seksuele handelingen tussen vrouwen kregen daarom nauwelijks aandacht van theologen en juristen. Zo kwam in de Engelse Buggery Act uit 1533 vrouwelijke sodomie niet voor en hoewel de bepaling over sodomie in het strafwetboek van keizer Karel V uit 1532, de Concessio Criminalis Carolina, wel op vrouwen van toepassing was, zijn er in Europa nauwelijks strafprocessen wegens homoseksuele handelingen tussen vrouwen bekend. Een van de eerst bekende ter dood gebrachte lesbische vrouwen was de uit Neurenberg afkomstige Katherina Hetzeldorfer.
Een uitzondering daarop vormde het gebied wat later de Zuidelijke Nederlanden werden, waar tussen 1400 en 1550 het relatief hoge aantal van 1 op de 10 van sodomie beschuldigden vrouw was. Een mogelijke reden hiervoor is dat in deze periode, vrouwen in dit gebied vaker economisch zelfstandig en maatschappelijk actief waren en zich daardoor makkelijker seksuele omgang met andere vrouwen konden veroorloven, maar tegelijk een grotere kans hadden om betrapt te worden.
In de Zuidelijke Nederlanden werden wegens sodomie veroordeelde vrouwen net als mannelijke sodomieten middels de brandstapel ter dood gebracht - een zwaardere straf dan elders in Europa gangbaar was, waar zulke vrouwen doorgaans op een "vrouwelijke" wijze terechtgesteld werden door ze te verdrinken of levend te begraven. In de loop van de 17e eeuw liep zowel in de Noordelijke als de Zuidelijke Nederlanden de vervolging van sodomieten sterk terug, waarbij die van vrouwen geheel verdween.

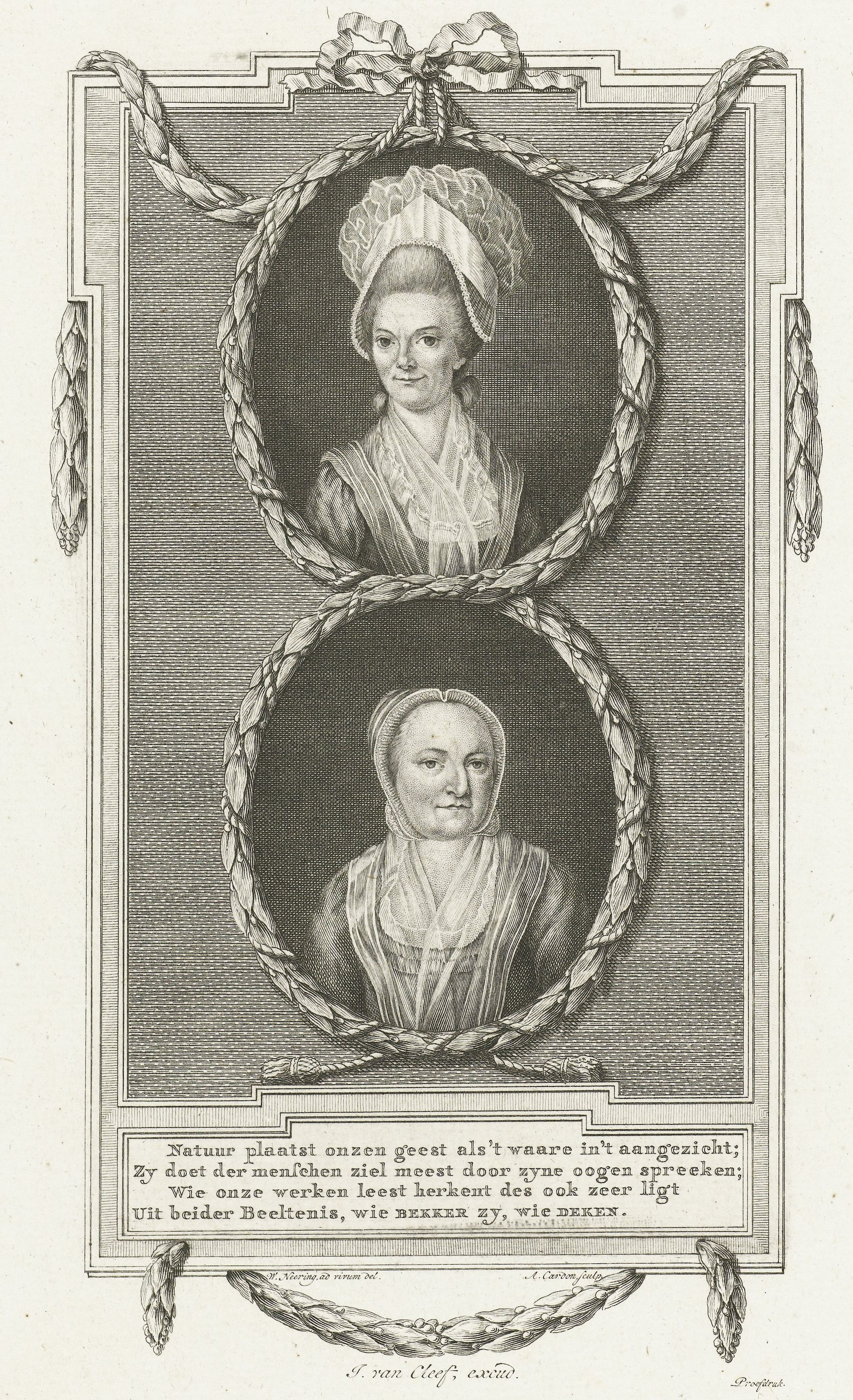
Betje Wolff (boven) en Aagje Deken

Door deze terughoudendheid van de overheid ontstonden in de 18e eeuw voor homoseksuele mannen al enkele cafés en netwerken, maar voor vrouwen, destijds ook wel tribades genoemd, zijn hier zo goed als geen sporen van. Wel konden welgestelde dames als Betje Wolff en Aagje Deken samenwonen en in romantische geschriften hun platonische liefde uiten. Tezelfdertijd waren er in Parijs hardnekkige roddels over een "sekte van Anandrynes" bestaande uit vrouwen die seks met elkaar hadden en mannen haatten en waarvan zelfs koningin Marie Antoinette lid van zou zijn geweest.
Als gevolg van de Verlichting werd de strafbaarheid van homoseksuele handelingen na de Franse Revolutie afgeschaft en dit werd bevestigd in het nieuwe Franse wetboek van strafrecht, de Code Pénal van 1810. Deze Franse wetgeving werd vervolgens overgenomen in landen als Nederland, België, Luxemburg, Beieren, Italië, Spanje en Portugal. In Pruisen en Engeland, bleef de strafbaarheid bestaan, al werd wel de doodstraf vervangen door een gevangenisstraf. Ook na de afschaffing van de doodstraf konden homoseksuele handelingen nog wel bestraft worden wegens "schennis van de openbare eerbaarheid", maar in de eerste helft van de 19e eeuw trof dit vooral prostituees en geen lesbische vrouwen.

### Seksuele inversie (1900-1940)
Vóór het begin van de twintigste eeuw bestonden lesbiennes nog niet als voor de buitenwereld herkenbare sociale categorie. Het waren seksuologen als Havelock Ellis en Richard von Krafft-Ebing die rond 1900 homoseksualiteit onder vrouwen typeerden als een 'omkering' van gendereigenschappen (seksuele inversie). Eerder, in de jaren veertig van de 19e eeuw werden in progressieve kringen in Berlijn overigens reeds vrouwen gesignaleerd die graag in mannenkleding uitgingen (travestie), onder wie ook Marie Dähnhardt (1818-1902), de (ex-)echtgenote van de links-Hegeliaanse filosoof Max Stirner; een notie daarbij van al dan niet vermeende homoseksualiteit leek destijds echter te ontbreken.

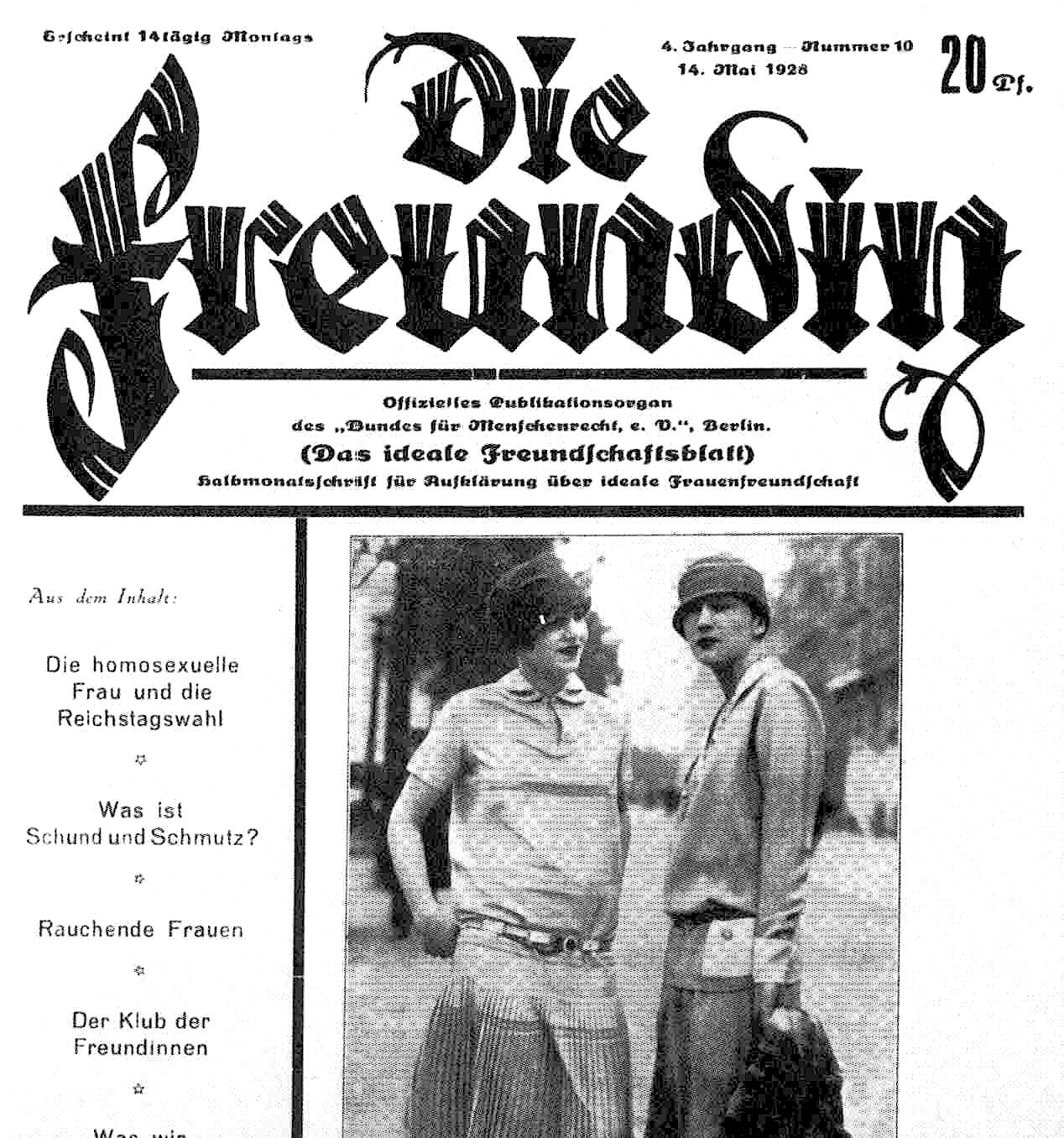
Exemplaar van het Duitse tijdschrift voor lesbische vrouwen Die Freundin uit 1928

Deze wetenschappers beschreven lesbiennes als vrouwen met mannelijke trekken, die relaties aangaan met feminiene vrouwen, wat bekend kwam te staan als een butch en femme-relatie. In de jaren twintig wordt dit ook in het publieke leven zichtbaar en duiken deze types bijvoorbeeld steeds regelmatiger in de literatuur op, zij het meestal in negatieve zin (bijvoorbeeld in The Fox uit 1920 van D.H. Lawrence). Veel explicieter – en positiever - is het boek The Well of Loneliness uit 1928 van Radclyffe Hall (1880-1943) waarin de heldin Stephen Gordon (en de schrijfster overigens zelf ook) internationaal hét rolmodel voor lesbische vrouwen werd die zichzelf als butch identificeerden.
In 1925 richtte Eva Kotchever "Eve's Hangout" op in Greenwich Village, New York.
In deze periode gold Berlijn als het centrum bij uitstek voor lesbische vrouwen. Er waren voor hen clubs, bars en cafés in een aantal dat nadien niet meer overtroffen werd. Daarnaast waren er meerdere op lesbiennes gerichte tijdschriften, zoals Die Freundin, dat van 1924-1933 verscheen, en kwam in 1931 de eerste film met openlijk lesbische personages uit: Mädchen in Uniform.
Ook in Parijs waren er lesbische uitgaansgelegenheden, met Le Monocle als mogelijk de eerste, maar zeker een van de bekendste lesbische nachtclubs. De zaak, waar alle vrouwen waren gekleed als mannen, werd in de jaren 20 geopend door Lulu de Montparnasse en moest sluiten als gevolg van de Duitse bezetting in 1940.
Een van de weinige plekken waar lesbische vrouwen toentertijd in Nederland terechtkonden was het gemengde café 't Mandje van Bet van Beeren aan de Zeedijk in Amsterdam.

### Keurslijf (1940-1965)
Tijdens de eerste decennia na de Tweede Wereldoorlog bleef lesbische seksualiteit naar de buitenwereld nog nagenoeg onzichtbaar, maar werd onderling het onderscheid tussen butch en femme belangrijker en strikter dan daarvoor en het had bovendien verdergaande consequenties. Nu homoseksualiteit onder vrouwen 'officieel' bestond en vooral het butchtype voor zichtbaarheid van de lesbische levensstijl had gezorgd, werd de butch/femme relatie min of meer de norm.
Ongeschreven regels bepaalden dat butch/butch- en femme/femme-relaties taboe waren. Een butch kon alleen maar een verhouding beginnen met een (seksueel passief geachte) femme en femmes hoorden verwoed naar de gunsten van een butch te dingen. In die zin was een butch/femme-rolverdeling ontstaan naar analogie van de man/vrouw-verhouding. Men ging er dan ook impliciet vrijwel steevast van uit dat elke lesbienne in een van beide categorieën kon worden ingedeeld, zowel in homoseksuele als heteroseksuele kringen.
Het lesbische uitgaansleven bleef in deze tijd beperkt tot een klein aantal locaties in de steden Den Haag, Amsterdam en Rotterdam. In Amsterdam konden lesbische vrouwen sinds de jaren vijftig terecht bij sociëteit De Schakel van het COC. Hoewel ze bij die vereniging met ca. 500 leden slechts 15% van het ledental uitmaakten, kregen ze met de vrouwenlanddagen die van 1961 t/m 1965 telkens ongeveer 200 vrouwen uit het hele land trokken, een eerste gelegenheid om ook eens in de meerderheid te zijn. Vrouwen die het zich konden veroorloven gingen naar steden als Brussel, Parijs of Londen, waar meer specifiek lesbische zaken waren.
In België was het de lesbische activiste Suzan Daniel die in 1953 de eerste homo/lesbische emancipatie-organisatie oprichtte: het Centre Culturel Belge/Cultuurcentrum België (CCB). Er ontstonden echter al snel conflicten met de leden, die veelal Franstalige mannen waren, waarna Daniel de organisatie al in oktober 1954 weer verliet. De mannen begonnen vervolgens op 23 november 1954 het Centre de Cultur et de Loisirs/Cultuur- en Ontspanningscentrum (CCL-COC).

### Lesbisch activisme (1965-2000)

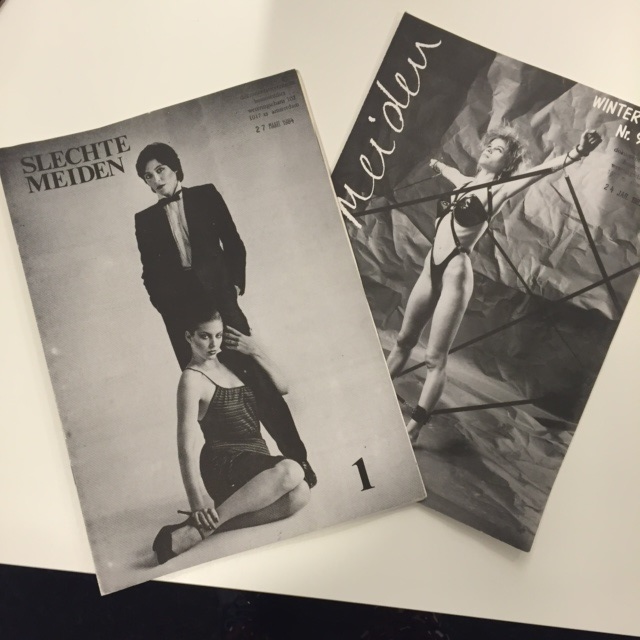
Covers van het tijdschrift Slechte Meiden voor lesbische vrouwen met een voorliefde voor BDSM, dat van 1983 t/m 1996 verscheen.

De waardering van butch- en femmetypes en de butch/femme-relatie veranderde radicaal in de jaren zeventig onder invloed van de tweede feministische golf. Het idee dat een vrouw een 'mannelijke' identiteit kon hebben werd fel bekritiseerd, evenals de verhouding tussen de butch en femme die in essentie even patriarchaal en onderdrukkend was als het heteroseksuele equivalent.
Ook speelde een belangrijke rol dat de imitatie van man/vrouw-relaties impliceerde dat heteroseksualiteit de norm was en dus beter dan homoseksuele relaties, die niet meer dan een slap aftreksel van een 'echte' relatie konden zijn. De oude rolmodellen raakten dus uit de gratie en daarvoor kwam het ideaal van androgynie in de plaats. Een klassiek geworden lesbische roman die deze verandering in perceptie en (zelf)definiëring goed illustreert is Rubyfruit Jungle uit 1973 van Rita Mae Brown.
De kritiek kwam vanaf begin jaren zeventig tot uiting via radicale lesbische groeperingen, zoals Paarse September met haar slogan "lesbisch zijn is een politieke keuze" die door Lesbian Nation (een actiegroep, genoemd naar het boek Lesbian Nation) in praktijk gebracht werd. In 1977 was het Lesbian Nation die onder de naam 'Internationale Lesbische Alliantie' in Amsterdam de eerste Nederlandse Gay Pride organiseerde, gericht tegen de antihomo-campagne van de Amerikaanse Anita Bryant. Naast deze zelfstandige initiatieven wisten lesbische vrouwen binnen het COC ook meer aandacht voor hun positie te verwerven.
Ook zwarte lesbische vrouwen begonnen zich te organiseren. Naar aanleiding van de kritiek die Caraïbisch-Amerikaanse schrijfster Audre Lorde op het witte feminisme had, richtten Tania Leon, Gloria Wekker, Joice Spies en Tieneke Sumter in 1984 de actiegroep Sister Outsider op, vernoemd naar de gelijknamige bundel van Audre Lorde. Sister Outsider organiseerde lezingen, feesten en literaire avonden, maar werd in 1987 al weer opgeheven.
In deze periode werd in Amsterdam ook het eerste exclusieve vrouwencafé geopend: Tabu in de Leidsekruisstraat (1969-1979), dat nog een besloten karakter had. Dit werd gevolgd door cafés opgezet vanuit activistische hoek, zoals het nog steeds bestaande Saarein. Daarnaast kwamen er enkele disco's die speciaal op lesbische vrouwen gericht waren: Homolulu in de Kerkstraat (1975-1997), Labyrinth in de Koggestraat (1987-1989) en YouII aan de Amstel (1999-2007). Vanaf de jaren tachtig kwamen er bovendien grote feestavonden op commerciële basis, zoals de "Lesbian Party" in de iT en later in Amsterdam Marcanti, waar eind jaren negentig zo'n 2500 vrouwelijke bezoekers op af kwamen.
Voor vrouwen met een leerfetisj werd in 1989 bij het COC voor hen de werkgroep Wildside opgezet, die enkele feesten en een groot festival in De Melkweg organiseerde. Na 1996 verdwenen deze activiteiten weer en zijn er voor lesbische leerliefhebbers alleen nog kleinschalige ontmoetingen.
Vanuit de feministische vrouwenbeweging kwamen er lesbische tijdschriften zoals Diva (1982) en Lust en Gratie (1983), werden erotische vrouwenfeesten georganiseerd en speciale vrouwenboekhandels geopend: in 1975 De Heksenkelder (later Savannah Bay) bij café De Heksenketel in Utrecht (Oudegracht 261) en in 1977 De Feeks in Nijmegen. Om het lesbische erfgoed te behouden en documenteren, werden in 1982 het Lesbisch Archief Amsterdam en het Lesbisch Archief Leeuwarden opgericht, het laatste kreeg in 1987 een onderkomen in het Anna Blaman Huis. In 1999 fuseerden beide archieven samen met het Homodok tot het IHLIA.
Ook in Vlaanderen kwamen er in de loop van de jaren zeventig lesbische vrouwengroepen: Sappho, Liever Heks en Çatal Hüyük in Gent en Atthis in Antwerpen en in 1978 organiseerde de links-feministische groep de Rooie Vlinder in Gent de eerste homodag. Omdat lesbische vrouwen vonden dat ze in de door mannen gedomineerde holebibeweging te weinig ruimte kregen, organiseerden ze sinds medio jaren tachtig elk jaar een eigen Lesbiennedag.

### Sociale acceptatie (2000-heden)

Lesbian Pride-vlag

Het succes van de homobeweging, die emancipatie en integratie van homoseksuelen bepleitte, heeft ook invloed gehad op de wijze waarop tegenwoordig tegen butch- en femmestereotypen wordt aangekeken. Lesbische vrouwen hoeven zich niet meer door uiterlijk en kledingstijl te profileren, zoals de oudere generatie middels de spreekwoordelijke tuinbroeken en korte kapsels deed. Met name jonge lesbo's, ook wel lipstick lesbians genoemd, dragen nu lang haar, make-up en net zulke modieuze kleding als hun heteroseksuele leeftijdsgenoten. Desondanks is er ook bij hen de behoefte om onder elkaar te zijn, veel minder dan vroeger in cafés, maar meer op feestavonden, of in een lhbt-studentenvereniging.
De populariteit van de opvatting dat lesbiennes 'normale' vrouwen zijn, die zich behalve in hun seksuele voorkeur in niets van heteroseksuele vrouwen onderscheiden, leidt vooral tot afwijzing van de butch, die het meest van het gangbare vrouwelijk ideaalbeeld afwijkt. Tekenend hiervoor is de afwezigheid van de butch in de televisieserie The L Word over een Amerikaanse groep lesbische vriendinnen.
Blijkens onderzoek uit 2013 is in Nederland de sociale acceptatie van lesbische vrouwen erg hoog: 96% van de bevolking staat positief tegenover homoseksualiteit. 19% van de bevolking neemt aanstoot aan twee in het openbaar zoenende vrouwen. De acceptatie van lesbische vrouwen is daarmee hoger dan de acceptatie van homoseksuele mannen: het percentage van de bevolking dat aanstoot neemt aan twee zoenende mannen is 29% (ter vergelijking: 14% vindt een zoenende man en vrouw aanstootgevend).

## Lesbische voorzieningen
Sinds het begin van de 20e eeuw zijn specifieke voorzieningen voor lesbische vrouwen ontstaan, waaronder uitgaansgelegenheden en evenementen, hulpverlenings- en belangenorganisaties en gespecialiseerde media. Het aanbod voor lesbische vrouwen is altijd aanmerkelijk kleiner gebleven dan dat voor homoseksuele mannen en tegenwoordig zijn veel voorzieningen bedoeld voor lhbt'ers gezamenlijk.

### Lesbische evenementen
In Nederland zijn er geen grote landelijke evenementen die specifiek op lesbische vrouwen gericht zijn, maar in Vlaanderen is er de L-day, die jaarlijks in de herfst plaatsvindt, aanvankelijk in Gent, maar sinds 2015 in telkens een andere Vlaamse stad. Rond dezelfde tijd is er de L-week, georganiseerd door Het Roze Huis in Antwerpen.
Op 26 april is de Lesbian Visibility Day, die in de Verenigde Staten sinds 2008 gehouden wordt om de positie van lesbische vrouwen te erkennen en zichtbaar te maken. De activiteiten zijn daar inmiddels uitgegroeid tot een Lesbian Visibility Week. Anno 2021 was deze dag in Nederland nog niet heel bekend.

### Lesbische uitgaansgelegenheden

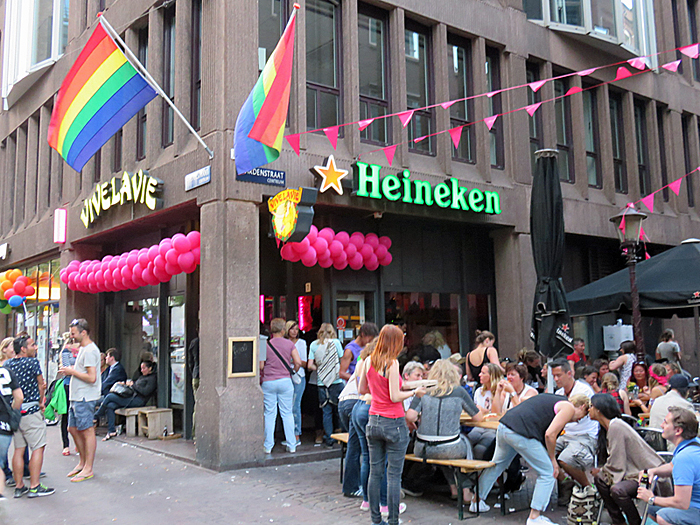
Café Vivelavie in Amsterdam, hier tijdens de Amsterdam Gay Pride 2015

Waar er in grote steden voor homomannen meerdere of zelfs vele bars en clubs zijn, is er voor lesbische vrouwen vaak maar één uitgaansgelegenheid. Zo is bijvoorbeeld in een aantal grote Amerikaanse steden maar één lesbische bar en telde New York er in 2008 drie, met een hoogtepunt rond het jaar 2000, toen er vijf bars speciaal voor vrouwen waren.
De enige nog bestaande lesbische bar in 'homohoofdstad' San Francisco, de Lexington Club, sloot eind 2014, nadat in de voorgaande jaren ook al bekende lesbische cafés in Philadelphia, Chicago en Portland dicht waren gegaan. Als reden voor dit geringe aantal uitgaansgelegenheden wordt wel genoemd dat lesbische vrouwen minder drinken dan mannen, sneller het uitgaan ontgroeien en zich minder prettig voelen in dergelijke cafés.
Ook in Nederland is het aantal uitgaansgelegenheden voor lesbische vrouwen uiterst gering: alleen in Amsterdam zijn er twee speciaal op hen gerichte cafés. Naast het uit 1978 stammende Saarein was er lange tijd café Vivelavie, dat in 2017 gesloten werd, maar waar in 2019 Bar Buka voor in de plaats kwam. Daarnaast zijn er nog meer of minder frequent plaatsvindende feestavonden voor vrouwen die op vrouwen vallen, zoals Rumour Has It, dat sinds 2011 in wisselende Amsterdamse clubs gehouden wordt. Een ander vrouwenfeest is Flirtation dat tweemaandelijks in discotheek Panama plaatsvindt.

### Lesbische media
In Nederland zijn er onder meer de volgende lesbische media:
- Zij aan Zij: het enige Nederlandstalige lesbisch tijdschrift voor Nederland en België.
- Chebba: het tijdschrift van SJA Meidenplaza dat jaarlijks voor en door Amsterdamse vrouwen wordt gemaakt.
- FemFusion.nl: een sociaalnetwerksite voor lesbische vrouwen.
- De Lesbische Liga: een podcast gericht op de representatie van lesbische vrouwen in de media.
- Vrouw uit de Kast: een site vol blogs voor lesbische vrouwen.

Voorbeelden van bekende lesbische media elders in de wereld zijn:
- Girls Like US: Engelstalig tijdschrift.
- Diva: lesbisch tijdschrift voor Groot-Brittannië opgericht in 1994.
- Curve (tijdschrift): Noord-Amerikaans tijdschrift voor het eerst uitgegeven in 1990 in San Francisco.